# Свободный художник
Свободный художник (от лат. ars liberalis — свободное искусство) — звание, даваемое в России, имперского периода, лицам, окончившим полный курс образования в искусстве (скульптура, живопись, музыка и так далее), по специальным предметам изучения и по ряду обязательных предметов в высших учебных заведениях России, а позже словосочетание обозначающее деятеля искусства (художник, композитор, поэт и тому подобное), ориентирующийся на творчество, «искусство ради искусства», не принадлежащий к каким-либо организациям или течениям. 
До Октябрьской революции (переворота) словосочетание использовалось как термин применительно к званию, в Союзе ССР и постсоветской России используется метафорически, в разговорной лексике.

## Примеры
- Свободный художник в дореволюционной Академии художеств — то же, что и «неклассный художник» — лицо, окончившее курс с малой серебряной медалью.
- Свободный художник в российских дореволюционных консерваториях — звание выпускника старшего отделения.
- Свободный художник, в СССР 1970—1980-х годов — разговорное обозначение представителей неофициальной культуры (которые «работали в котельной»[3]).
- Свободный художник, в разговорной лексике с конца XX века — метафорическое обозначение самозанятого человека (необязательно артистической профессии). В профессиях, связанных с работой на компьютере, свободный художник зачастую на английский лад именуется фрилансером[4].